# Frat Party at the Pankake Festival
Frat Party at the Pankake Festival – album DVD zespołu Linkin Park wydany w 2001 roku.

## Lista utworów
1. "Intro"
2. "Papercut"
3. "Beginnings"
4. "Points of Authority"
5. "The Live Show"
6. "Crawling Video Shoot"
7. "Crawling"
8. "Touring"
9. "Cure For The Itch"
10. "The Band"
11. "One Step Closer"
12. "The Future"
13. "In the End"
14. "End"

## Statut płyty
- Złoto – 02.21.2002
- Platyna – 03.06.2002